# La Cruz, Veracruz
La Cruz är en ort i Mexiko.   Den ligger i kommunen Mecatlán och delstaten Veracruz, i den sydöstra delen av landet, 170 km nordost om huvudstaden Mexico City. La Cruz ligger 608 meter över havet och antalet invånare är 586.
Terrängen runt La Cruz är huvudsakligen kuperad. La Cruz ligger uppe på en höjd. Runt La Cruz är det tätbefolkat, med 297 invånare per kvadratkilometer. Närmaste större samhälle är Mecatlán, 1,5 km nordväst om La Cruz. Omgivningarna runt La Cruz är en mosaik av jordbruksmark och naturlig växtlighet.